# Tortuera

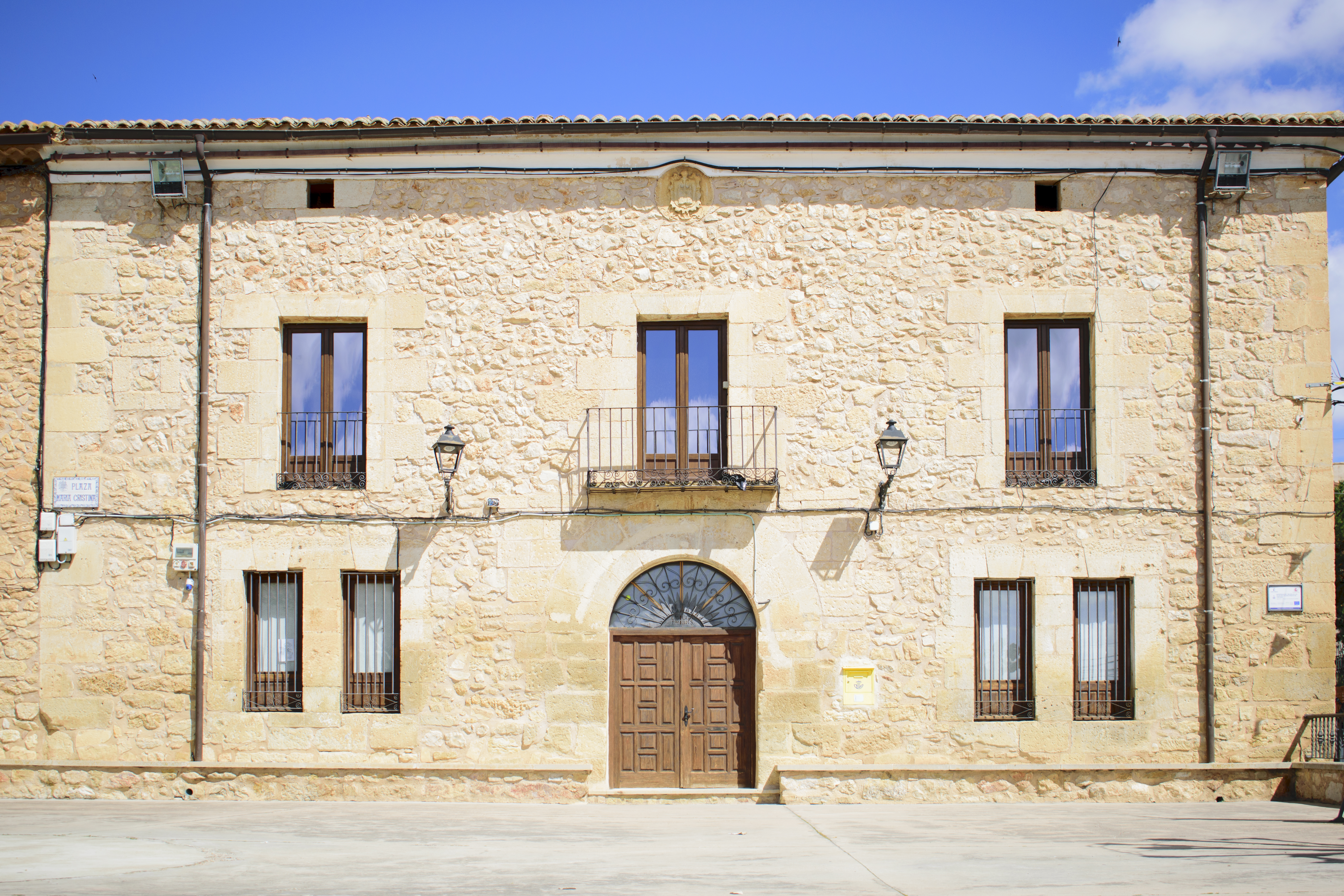
Casona de arquitectura tradicional de la zona en la Plaza de María Cristina

Tortuera es un municipio y localidad española de la provincia de Guadalajara, en la comunidad autónoma de Castilla-La Mancha. El término municipal tiene una población de 157 habitantes (INE 2024).

## Geografía
Históricamente integrada en el Señorío de Molina dentro de la sexma del Campo, forma parte del partido judicial de Molina de Aragón.
Con suelos característicos del mesozoico cubiertos de detritos posteriores relativamente ricos, su orografía se caracteriza por su continuidad, en la que los desniveles no superan el 10 %. El clima es semiárido, con una pluviosidad inferior a los 500 mm anuales y una amplitud térmica extrema de cerca de 20 °C. Estas condiciones explican el predominio del monte bajo y la escasez de arbolado, aun cuando no son pocas las encinas, carrascas y sabinas. Perteneciente a la cuenca hidrográfica del Ebro en tanto parte de la cabecera del río Piedra, son relativamente escasas las aguas, concentradas en ramblas y lagunas.
Limita con los términos de Aldehuela de Liestos, Cillas, Cimballa (Zaragoza), Cubillejo de la Sierra, Cubillejo del Sitio, Embid, Fuentelsaz, Rueda de la Sierra, Tartanedo y Torralba de los Frailes.

## Historia

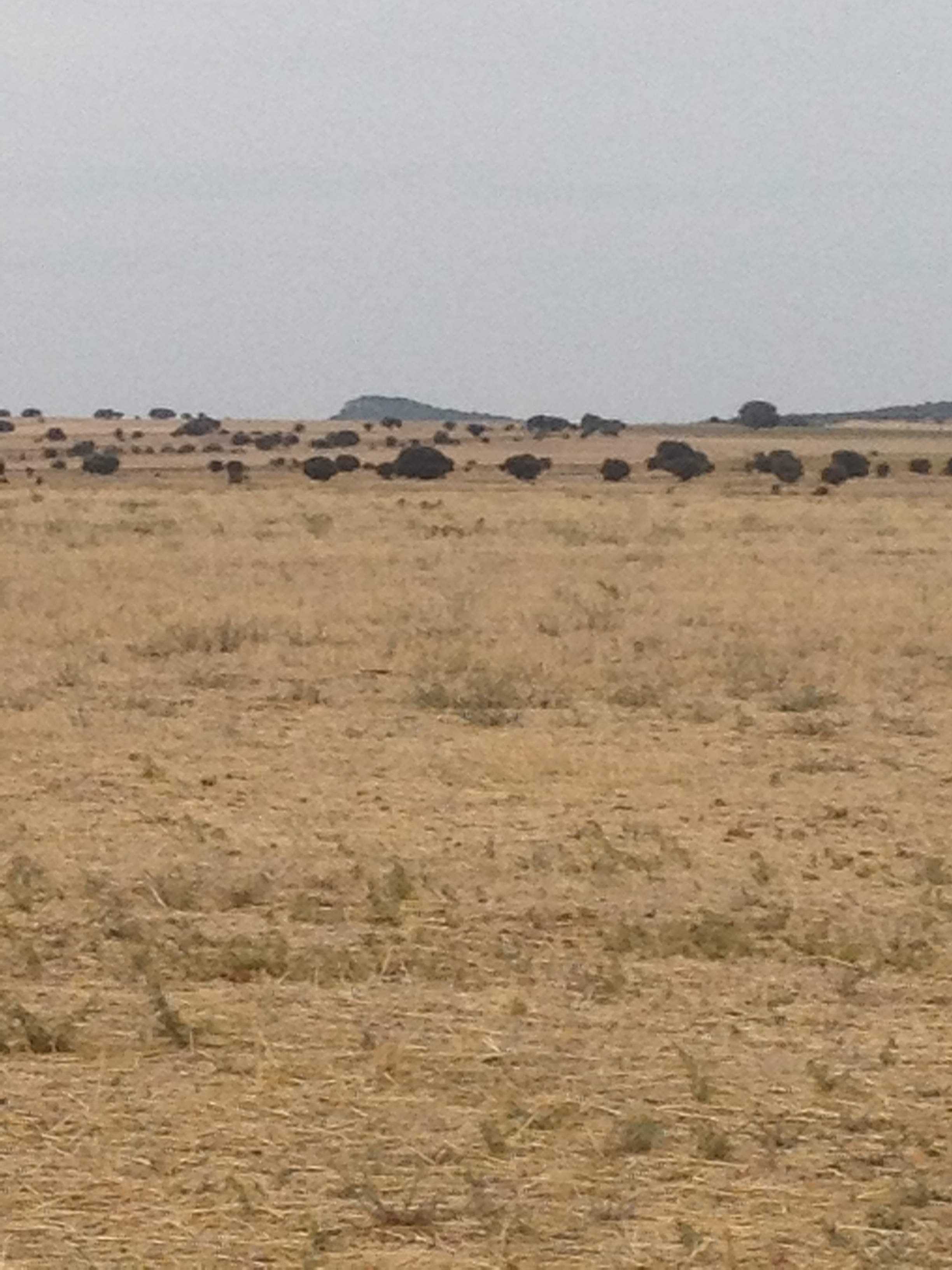
Paraje de La Matilla

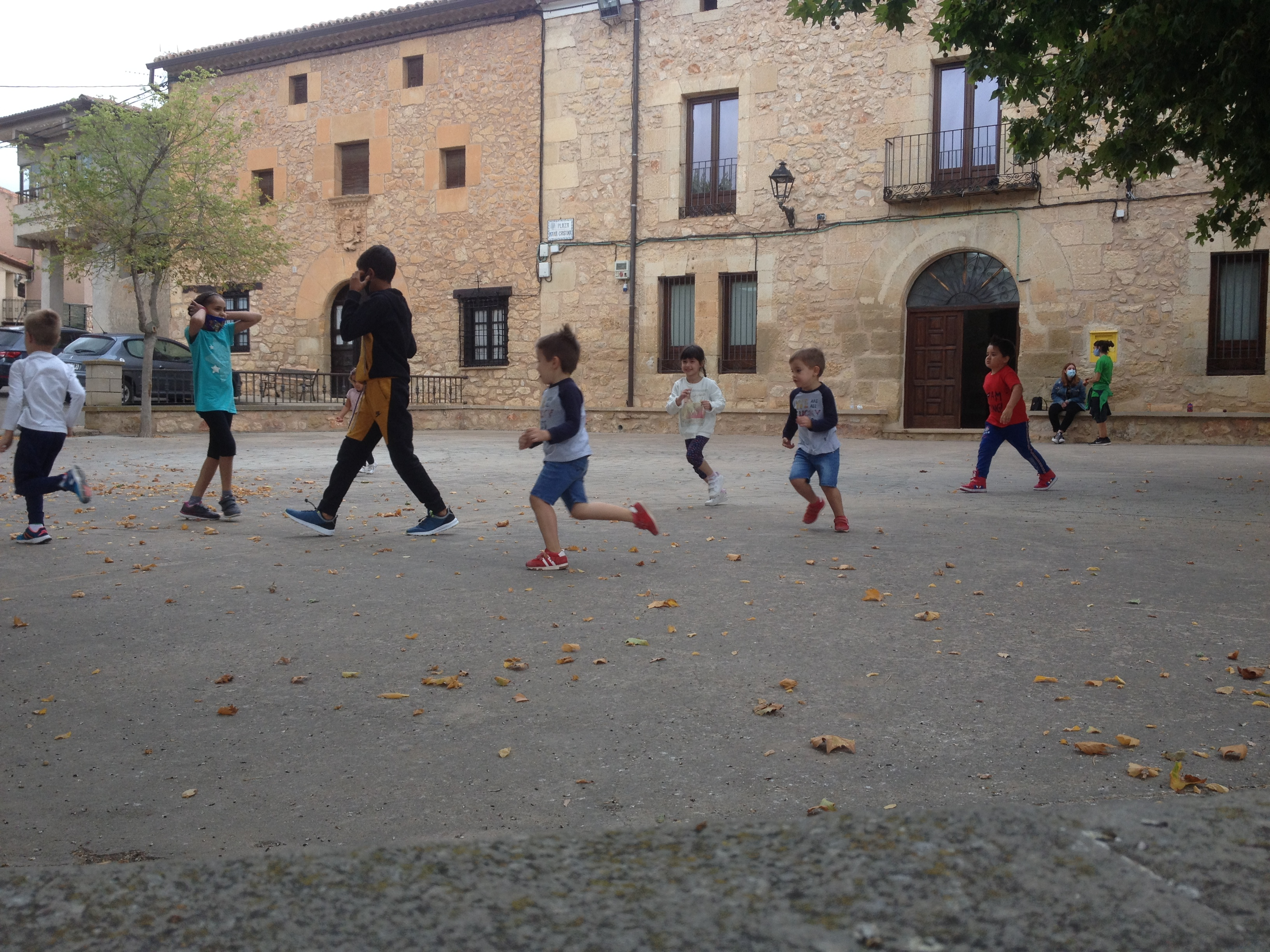
Niños jugando en la plaza.

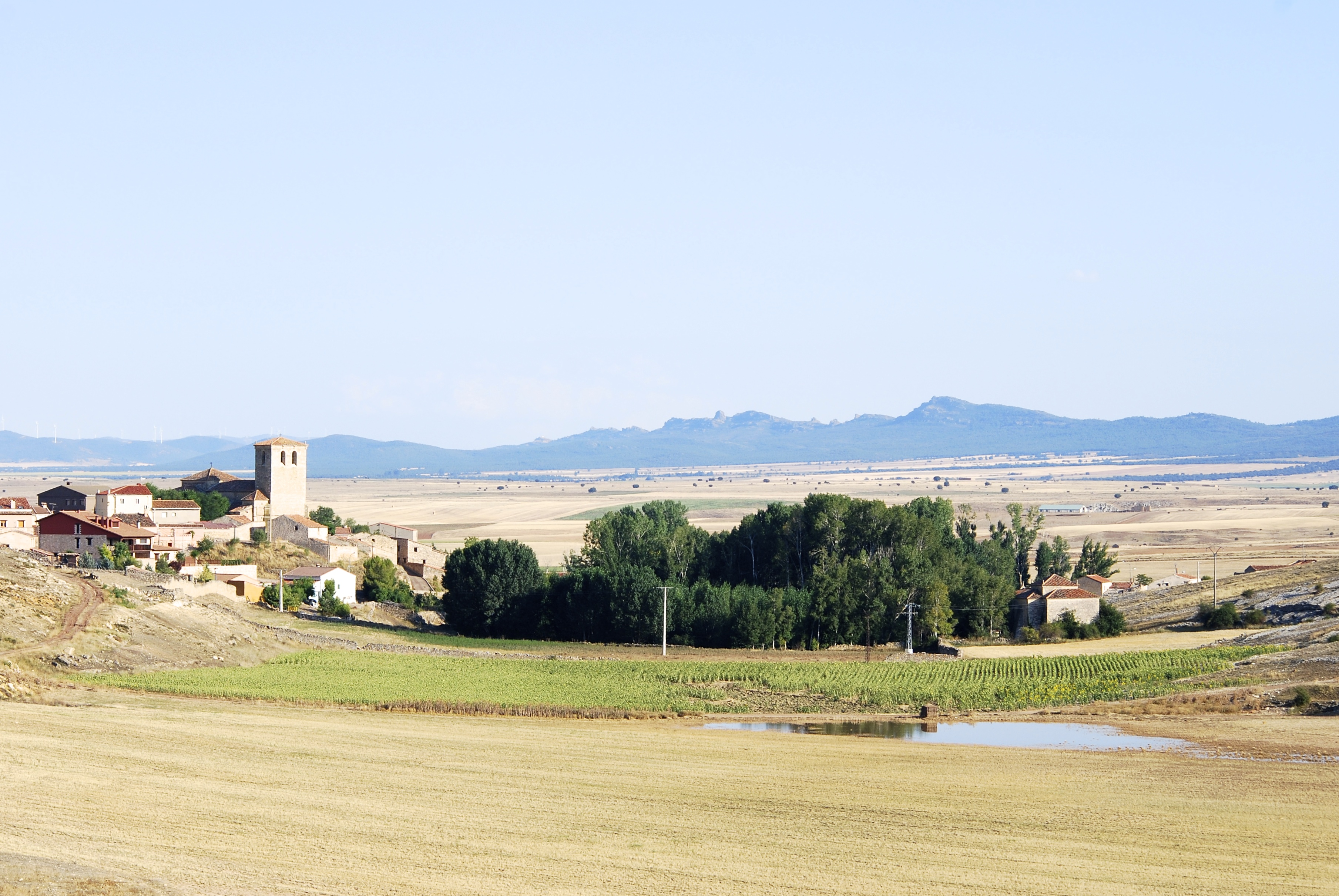
Tortuera poniente.

A falta de un estudio en profundidad que lo avale, las prospecciones arqueológicas señalan que el entorno de Tortuera estuvo poblado hacia el Bronce Final, época de la que datan yacimientos que, como el de La Cañada, se han sugerido parte de una facies de la cultura de los campos de urnas celtibérica. Hay también en el registro arqueológico restos de la Edad del Hierro, muchos diseminados en superficie por las roturaciones agrícolas y otros pendientes de un estudio riguroso, como el castro en espolón de Guisema, lugar donde también está documentada una posterior villa romana. Otros restos romanos (monedas, cerámica sigilata, estelas y artefactos) se han encontrado dispersos o se han dado por perdidos por el imaginario popular. Esa tradición oral, por ejemplo, ha gustado identificar el trazado del antiguo Camino Real de Aragón, que cruza de oeste a este el municipio, con un ramal secundario de la vía Laminio-Cesaraugusta.
A pesar de la aparente continuidad en el poblamiento desde épocas pretéritas, no hay evidencias claras para la época visigoda y musulmana. Mientras no existe siquiera tradición acerca del pasado preislámico, para los siglos de dominio musulmán algunas fuentes orales hablan de restos epigráficos y diplomáticos perdidos en fecha reciente.  La denominación “el Castillo” con que se conoce la sobreelevación que parte de la Plaza María Cristina, se correspondía con una construcción defensiva musulmana. En cualquier caso, el caserío del que surge el actual Tortuera debió organizarse en el siglo XII, y sería en realidad refundación en torno al enclave militar de varios núcleos aislados precedentes. Tal reubicación se habría producido con posterioridad a 1130, puesto que los Fueros de Calatayud habla todavía de Guisema y no de Tortuera como uno de sus límites por el SE. Por tanto, ha de ser contemporáneo o posterior a las campañas militares de Alfonso I de Aragón en la zona, quien habría tomado el lugar de acuerdo a los Anales de la Corona de Aragón de Jerónimo Zurita.
Ubicado siempre en el límite entre los reinos cristianos de Aragón y Castilla, el pueblo seguiría en adelante los avatares del señorío molinés, con el que acabaría integrado en el reino castellano en 1152, siguiendo así un proceso de repoblación. Como sucede en toda la zona, no hay evidencia documental alguna sobre el posible sustrato demográfico dejado por el periodo musulmán, aunque sí lo hay sobre la llegada a la zona de inmigrantes aragoneses, navarros y bearneses ávidos de tierras y derechos.
Pacificado el Señorío, Tortuera se convierte en un fuerte núcleo de explotación agrícola, fundamentalmente cerealístico, y pasa a ser un referente para la ganadería y el comercio por su comunicación y buenas vías pecuarias y por sus afamados mercados semanales y ferias. De sus casas solariegas salen notables hidalgos y gentes llanas enaltecidas por la concesión del Título Real de Villa por Carlos I de España en 1554, por la que Tortuera obtuvo su propia jurisdicción, confirmada en 1719 por Felipe V. Así, de finales del siglo XVI en adelante la organización que le es propia es la de Concejo Municipal, con la peculiaridad de existir cargos dobles electos entre los brazos de los hidalgos y de los pecheros. Seguirán décadas de prosperidad, auspiciadas por ser puerto seco de Castilla respecto al Camino Real de Aragón y solo interrumpidas por las cíclicas carestías y el efecto de las guerras en los pueblos colindantes: Tortuera ha sido lugar alejado del frente en todos los conflictos que se recuerdan de la Guerra de Sucesión en adelante, sin especiales noticias para la Guerra de Independencia Española, las sucesivas Guerras Carlistas y la más reciente guerra civil española.
A mediados del siglo XIX, el lugar contaba con una población censada de 540 habitantes. La localidad aparece descrita en el decimoquinto volumen del Diccionario geográfico-estadístico-histórico de España y sus posesiones de Ultramar de Pascual Madoz de la siguiente manera:

TORTUERA: l. pon ayunt. en la prov. de Guadalajara (22 leg.), part. jud. de Molina (3), aud. terr. de Madrid (32), c. g. de Castilla la Nueva, dióc. de Sigüenza (12). sit. en la falda de una colina con buena ventilacion y clima sano: tiene 120 casas; la consistorial con cárcel; un hospital para enfermos pobres con escasas rentas; escuela de instruccion primaria, frecuentada por 60 alumnos, dotada con 1,100 reales; una igl. parr. (San Pedro Apóstol) servida por un cura y un sacristan: confina el térm. con los de Fuentelsaz, La Aldehuela, Embid, Torralba, Cubillejos de la Sierra y Siccio, Rueda y Cilla; dentro de él se encuentran varias fuentes, las ermitas del Ecce-homo, La Virgen de los Remedios y San Nicolás, y el despoblado de Guisema: el terreno que participa de quebrado y llano, es de mala calidad; comprende dos montes, uno poblado de encina y roble, y otro de mata baja: caminos: los que dirigen á los pueblos limítrofes, en regular estado: correo: se recibe y despacha en Molina: prod.: trigo, cebada, avena, legumbres, leñas de combustible y yerbas de pasto, con las que se mantiene ganado lanar y vacuno; hay caza de perdices, conejos y liebres: ind.: la agrícola y un molino harinero, impulsado por un pequeño arroyo llamado La Rambla que atraviesa el térm. pobl.: 109 vec, 540 almas. cap. prod.: 284,000 rs. imp.: 142.400. contr.: 6,072.
(Madoz, 1849, p. 57)

La Edad Contemporánea ha corrido inexorablemente en contra de Tortuera, primero al alejarla de la modernidad desviando la carretera N-II del trazado del antiguo Camino Real, y después con el fortísimo éxodo rural del siglo XX. De cualquier modo, la llegada de pequeñas remesas de inmigración del Este europeo parece reflotar su castigada demografía y garantizar su reemplazo generacional.

## Demografía
Tortuera cuenta con una población de 157 habitantes (INE 2024).
| Gráfica de evolución demográfica de Tortuera entre 1842 y 2021                                                      |
| |
| Población de derecho según los censos de población del INE Población de hecho según los censos de población del INE |

## Economía

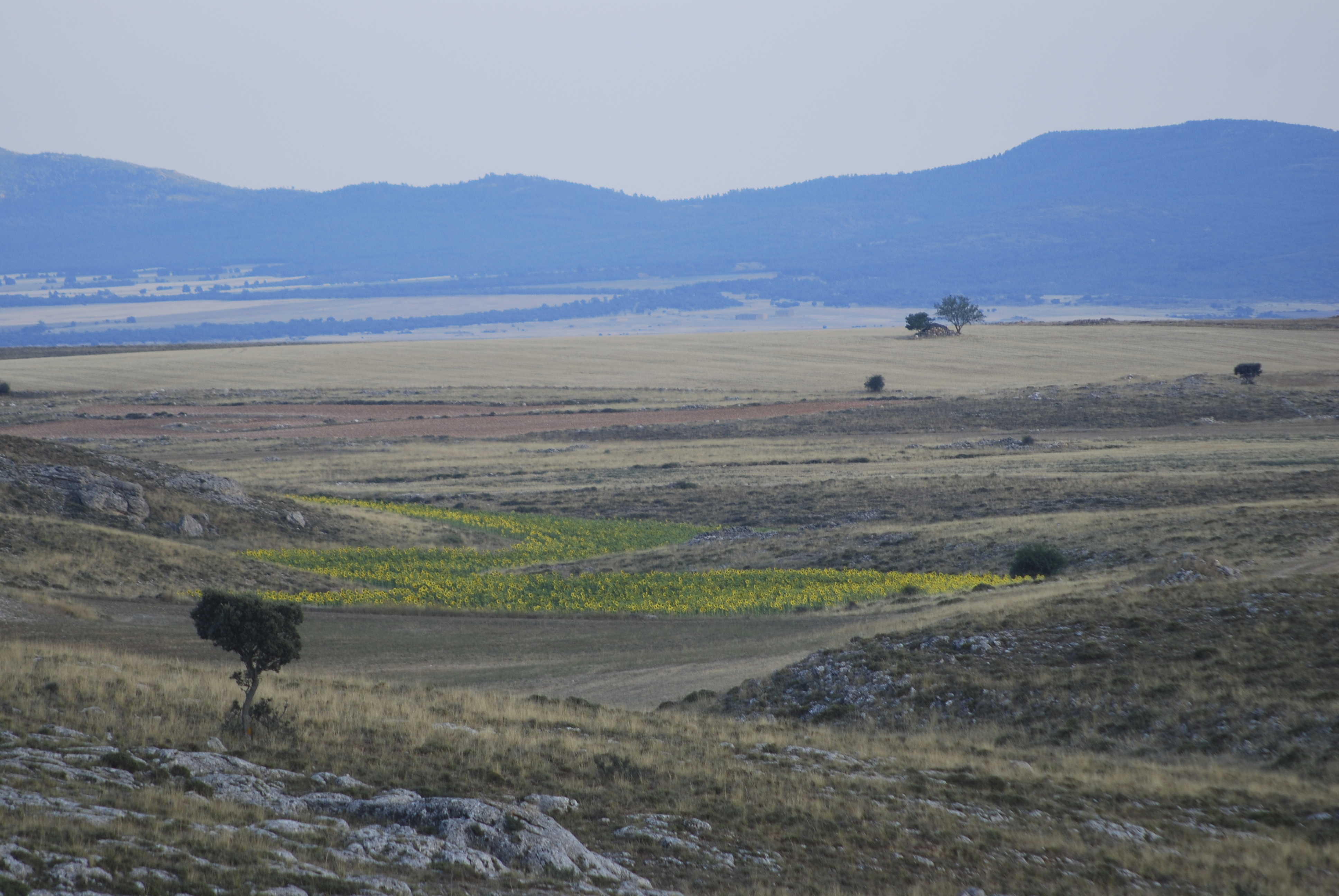
Campo de girasoles, con la sierra de Caldereros al fondo

Las condiciones climatológicas de que goza el municipio permiten una explotación aceptable de la agricultura de secano, así como la existencia de un fuerte sector ganadero, relevante desde los tiempos de la Mesta castellana. Existen además algunas pequeñas explotaciones familiares de regadío así como pequeños espacios dedicados a la madera.
Por lo demás, comercio, servicios e industria se encuentran desarrollados en unos niveles básicos acordes al tamaño del lugar. Cabe reseñar en cualquier caso el incipiente turismo rural, atraído por la belleza natural de las proximidades, en las que sobresale el Alto Tajo, el Monasterio de Piedra y la Laguna de Gallocanta.

## Patrimonio
Como es habitual, son las construcciones eclesiásticas y nobiliarias las que llaman la atención y sobresalen ante las demás. Es inevitable la visita a la Iglesia Parroquial, templo de planta de cruz latina dedicado al Apóstol San Pedro. Con una imponente torre de sillería y una bóveda de crucería que invita a imaginar su pasado, permite seguir con facilidad sus etapas constructivas, pudiendo adivinarse el tránsito del estilo renacentista original hasta el postbarroco. Aunque hay que lamentar la desaparición del órgano y algunas torpes intervenciones de mantenimiento y restauración, la Iglesia cuenta con modestos ejemplos de platería, relicarios y otros elementos singulares, entre los que destaca por el fervor popular manifiesto la talla de la Virgen de los Remedios, patrona de Tortuera, a quien, cerca del casco urbano, se hizo levantar la ermita de Nuestra Señora de los Remedios, también de planta de cruz latina aunque de construcción y decoración un tanto más humilde.  Tristemente, a la desaparecida y olvidada ermita del Ecce Hommo, de la que no se tiene noticia desde su restauración a finales del siglo XIX, Tortuera debe añadir diversas pérdidas patrimoniales y expolios como la reciente sustracción de la talla barroca policromada de San Nicolás de Tolentino en el sencillísimo santuario homónimo, sito a dos kilómetros del pueblo, en el paraje conocido como la Dehesa.
A la arquitectura popular, entremezclada con la modernidad de las recientes construcciones, hay que añadir la sorprendente factura de sus casonas nobiliarias, todas ellas utilizadas como domicilios particulares en la actualidad. El conjunto más mencionado y celebrado es el de la casa de los López-Hidalgo de la Vega, palacete exento con un patio almenado situado en lo más alto del municipio.
Un espacio similar es el conjunto perimetral de la Plaza de María Cristina, antigua Plaza Mayor de la Villa, en el que destaca la casa de los Moreno, contigua al Ayuntamiento. Siguiendo los rigores de la construcción en piedra, las fachadas se adornan con sólidos arcos y emblemas nobiliarios, y aun en lo perdido se intuye la riqueza de épocas pasadas. Es reseñable, aun cuando carece de monumentalidad, la sencilla barbacana que cierra la plaza, construcción que se considera aprovechamiento residual de lo que fuera un muro de cierre defensivo. Igualmente impactante resulta la casona de los Romero de Amaya, situada al este del pueblo y dotada de un magnífico escudo nobiliario sostenido por dos tenantes. Benefactora de la Iglesia, el legado de la familia tiene su reflejo en el interior de la Iglesia de San Pedro, donde dispuso una lápida no sepulcral en conmemoración de sus donaciones. Perdiéndose por sus calles y alrededores Tortuera sorprende con detalles sencillos como la que fuera casa-hospital, el conjunto de la fuente de los Remedios y el antiguo lavadero, o sus pairones de San Simón y San Judas, de San Nicolás de Tolentino, de la Virgen del Pilar y de las Ánimas.